# アメリカ消防夫の生活
『アメリカ消防夫の生活』（あめりかしょうぼうふのせいかつ、英語: Life of an American Fireman）は、1903年に公開されたアメリカ合衆国の短編のサイレント映画である。エジソン・マニュファクチャリング・カンパニーが製作し、エドウィン・S・ポーターが監督した。『大列車強盗』や『アンクル・トムの小屋』と並ぶポーターの代表作であり、燃えさかる建物から女性と子供を救う消防夫の姿を描いている。1902年の後半に撮影され、翌年早々に公開されたためアメリカの物語映画としては最初期の作品に数えられる。映画学者のチャールズ・マッサーによれば、消防夫の社会的役割が変化しつつあった時代の映画でもある。

## 構成
本作は1890年から1910年にかけて誕生した複数の新しい映画技術を統合していることで知られる。例えばポーターは以下の7つのシーンからなる物語を合わせて9つのショットで異時同図的に叙述している。
1. 危機にある女性と子供を思い浮かべる消防夫
2. ニューヨークの火災報知器の近撮
3. 消防署の宿舎の内部
4. 車庫の内部
5. 車庫を離れる車
6. 火災現場へ出発
7. 火災現場に到着

最後の場面で母子は救出されるのだが、この映画ではそれを見せ場として強調するため「物語の時間的流れを無視して繰り返し見せて」いる。
ポーターはこうした入念な時空間の構築を「発明」したわけではないが、最大限に利用したということはできる。彼の最も有名な映画『大列車強盗』（1903年）ではそれをさらに推し進めている。

## 評価
この映画は長い間その編集技法の珍しさから重要な作品と考えられていた。実際この映画にはポーターが編集を手法としてより意識していたことがうかがわれる。特に映画のラストシーンは名高く、消防夫が女性と子供を助け出す場面はクロスカッティングが用いられた最初期の例とされ、ポーターは革新的な映画編集者としてもてはやされてきた。しかし、アメリカ議会図書館のペーパー･プリント・コレクションをもとにしたその後の研究により、クロスカットされたバージョンは1903年に映画が公開されて以降のある時期に再編集されたもので、オリジナルのものには技法として使われているにしてもそれまでに喧伝されていた先駆的な編集はわずかであることが示された。公開された当初のバージョンは、燃えさかる建物の内部を最初から最後まで写しており、それを次は外部からまったく同じ行動として繰り返していた。チャールズ・マッサーはこの論争の歴史を「ニッケルオデオン以前」で時系列順にまとめ、後者を内容とするペーパー･プリント版を1903年に公開されたものと結論づけている。